# Paraserianthes lophantha
Paraserianthes lophantha  (лат.) — вид цветковых растений семейства бобовых.
Взрослые деревья могут достигать в высоту 4—7 м. Листья вечнозелёные, но могут опасть, если очень холодно.
Вид распространён на острове Ява (Индонезия), на Малых Зондских островах (Бали), Суматре, в Западной Австралии. Натурализован в Австралии, Новой Зеландии, ЮАР, на Канарских островах и Азорских островах, Чили. Культивируется, так как не требует особого ухода, может расти вместе на бедных, но хорошо дренированных и защищённых от ветра субстратах.

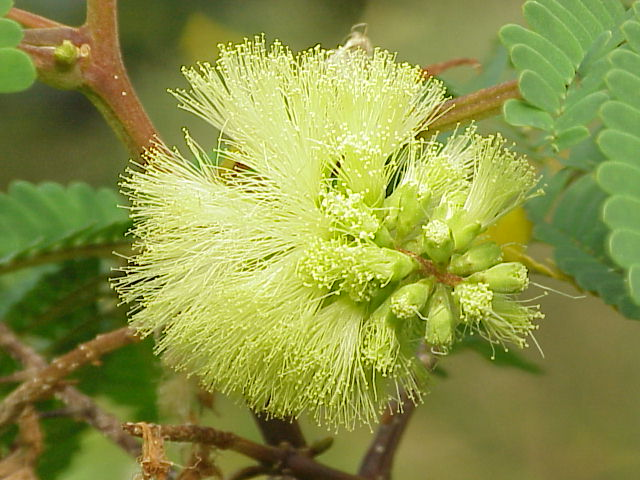
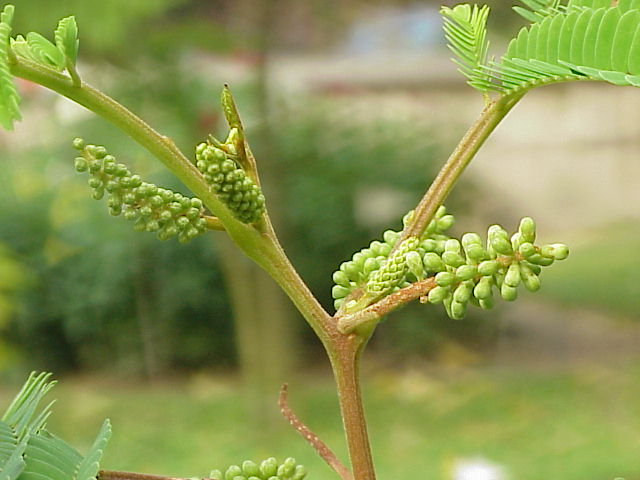
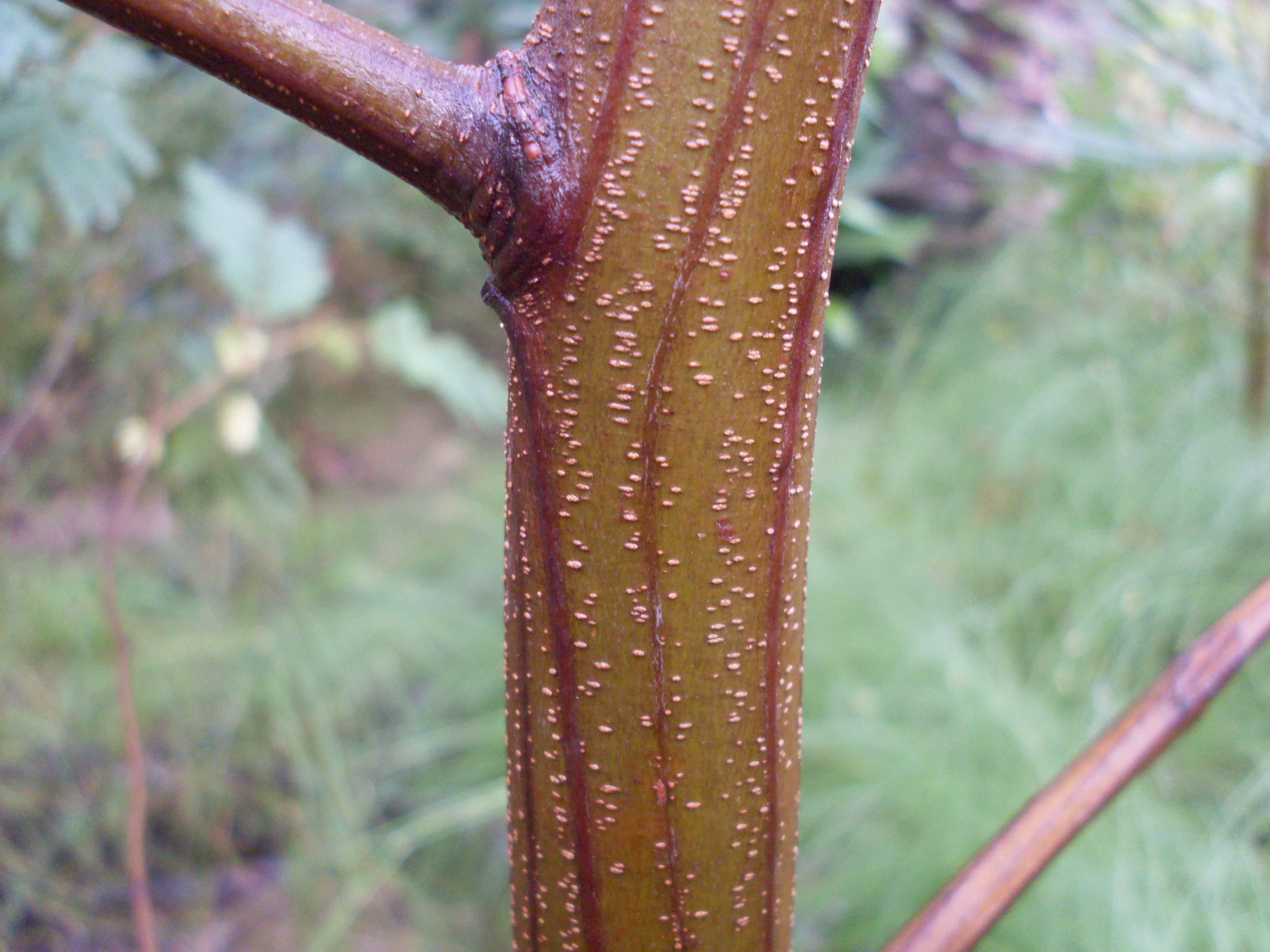
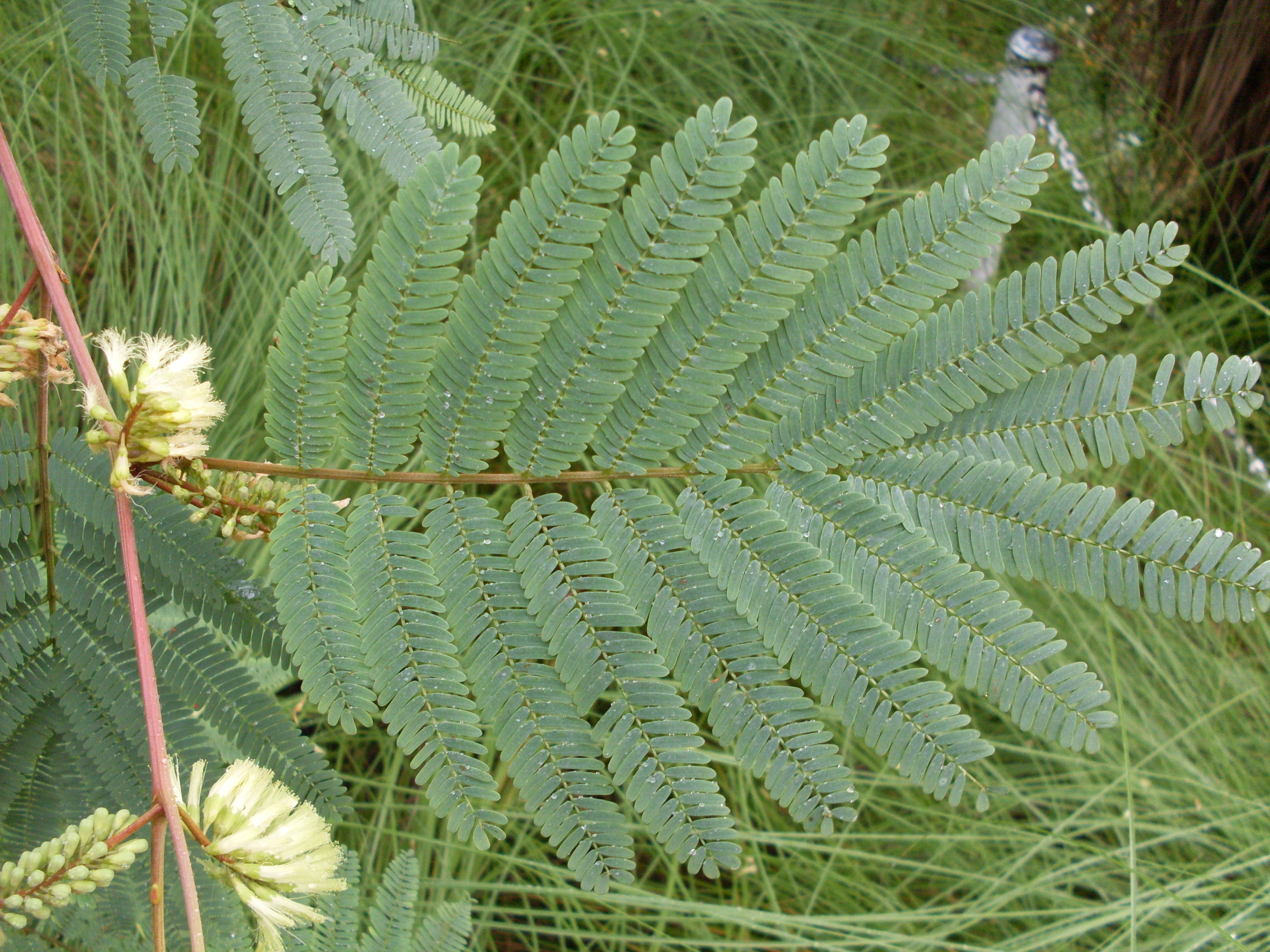